# Jardins de la vie
Les Jardins de la vie est un mouvement sectaire, s'appuyant initialement sur une association loi de 1901 française à vocation pédagogique New Age, créée dans les années 1990 par Gabriel Loison, dissoute en 1995.

## Historique
Gabriel Loison, né en 1940, se présentant comme psychothérapeute, sophrologue et représentant régional du PSYG, le syndicat national des psychologues a d'abord dirigé à partir des années 1980 et jusqu'en 1994 un institut dénommé Les Ateliers de Saint-Jean situé à Saint-Jean-de-Fos (dans l'Hérault) dont la fonction principale déclarée était de venir en aide aux personnes atteintes de dépression. L'association est dissoute par Gabriel Loison pour créer ensuite Les Jardins de la Vie, SARL, dans les Pyrénées Orientales le 19 avril 1994, à Céret (enregistrement no 147-4-FO93). 
Ses gérants-fondateurs sont J. P. Soriano et J. Y. Lemeur, majoritaires. Cette entreprise est reconnue un temps comme Centre de Formation Continue et délivre des Contrats de Formation Professionnelle. Elle installe ses bureaux à Vincennes.

## Procès et controverses
Cette entreprise figure dans le rapport no 2468 établi en 1995 par la Commission parlementaire sur les sectes en France, qui la liste parmi les groupes ayant moins de 50 membres.
Les critiques portent notamment sur :
- En 1989, deux personnes trouvèrent la mort au cours de travail individuel sur soi, à quatre mois d'intervalle, en chutant d'une falaise où elles avaient été se promener durant leur temps libre, l'une ayant disparu et fut retrouvée plusieurs jours plus tard à un endroit où les gendarmes avaient déjà fouillé durant l'enquête. L'autre s'amusa à faire de l'escalade… Toutefois aucune plainte n'a été porté par les familles qui sont venues constater sur place les motifs des accidents, et une commission rogatoire a été ouverte au motif d'homicide involontaire par le procureur, mais aucune charge n'a été retenue contre Gabriel Loison mis hors de cause par tous les témoignages[3].
- le prix jugé exorbitant des stages des Jardins de la vie. Par exemple, l'enseignement source proposé par le centre de formation professionnel, coûtait 25 000 francs pour 800 heures de cours, soit 31,25 francs de l'heure (environ 5 €).
- des abus sexuels prétendument commis par Gabriel Loison. Une plainte a été déposée pour viol par une religieuse, Marie-Ange Salou, exerçant la profession d'assistante sociale dans une prison. Les faits se seraient produits en 1984, 85 et 86 à l'époque des ateliers de Saint-Jean. Un non-lieu fut prononcé en juin 2001 par le TGI de Montpellier.
- la sujétion psychologique des stagiaires ou manipulation mentale que pratiquerait le formateur, d'après une personne. Une ex-membre, la religieuse déjà mentionnée, qualifie ce dernier de « charlatan profitant de sa fragilité »[4].
- "M. Loison et sa compagne ont été mis en examen en France, et incarcérés à Nantes pour viols, agressions sexuelles et corruption sur mineure de 15 ans le 11 avril 2011. Les faits se seraient déroulés dans le cadre des activités de l'université de la nature, de l'écologie et de la relation, créée en 1996 pour succéder aux Jardins de la vie." [5]. En première instance et en appel, sa compagne Julie Baschet a été acquittée et reconnue victime. Celle-ci et trois autres adeptes, dont un homme, ont été reconnus victimes le 2 juin 2022 où le gourou a été condamné à 15 ans de prison pour viols et abus de faiblesse[6].

## Documentaire télévisé
- « Le gourou Gabriel » dans l'émission Présumé Innocent, épisode 12 sur Direct 8, réalisé par Stéphanie Coudurier, 55min 2011[7].
- Coupable ou non coupable ? sur RMC Découverte.